# Opiové války

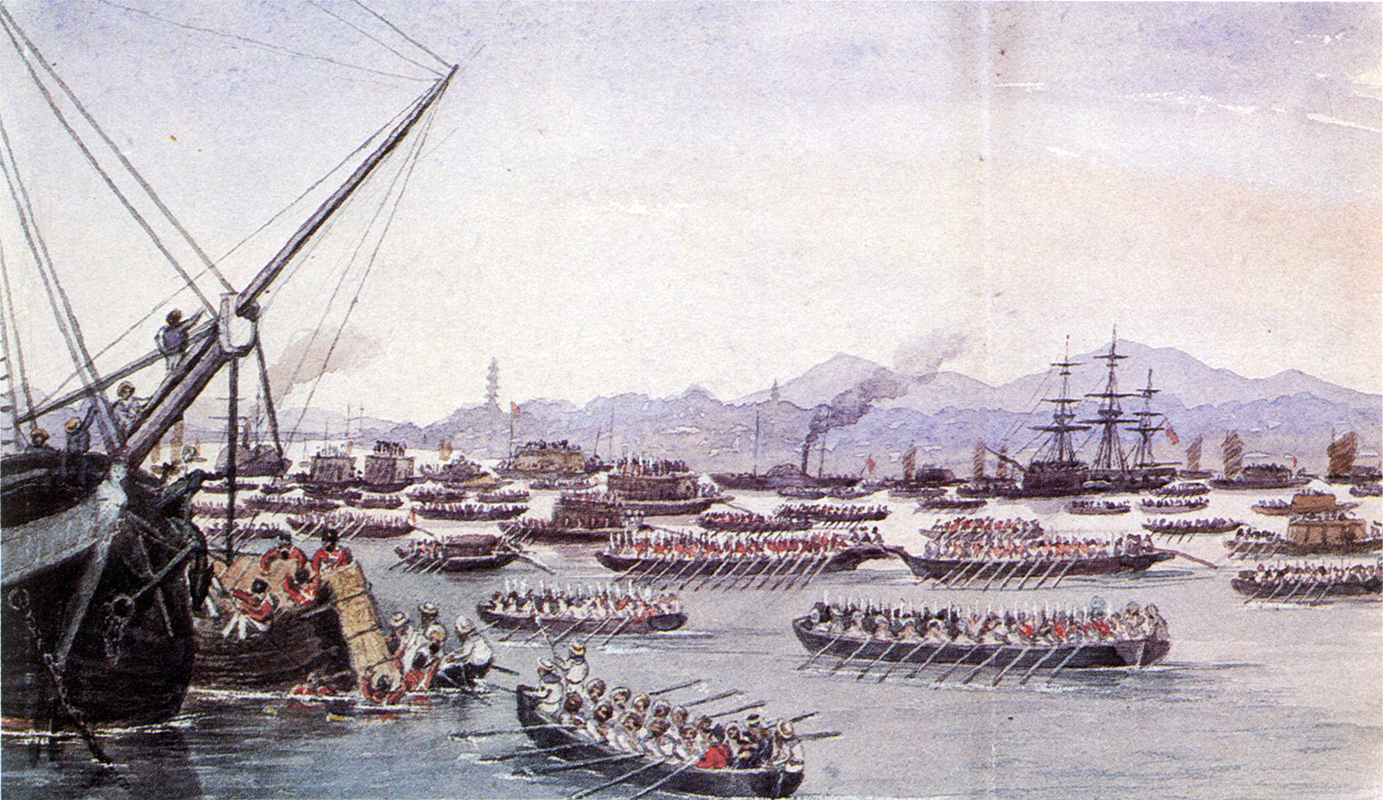
Britové se vyloďují u Kantonu během první opiové války

Opiové války se konaly ve 40. a 50. letech 19. století jako reakce čínského císařství za dynastie Čching proti importu a prodeji opia v Číně. Poté, co Anglie začala dovážet indické opium, se stalo velké množství Číňanů závislými na této omamné látce a později se počet závislých vyšplhal až na 20 milionů. Císař Sien-feng se pokusil prodej a konzumaci zakázat, avšak po prohře v první (1839–1842) a druhé (1856–1860) opiové válce byl donucen import opia do země tolerovat. 